# Râul Beregsău
Râul Beregsău sau Râul Niarad este un afluent al râului Bega Veche. 
Cursurile de apă din câmpia Banatului au fost regularizate încă din secolul al XVIII-lea și lucrările de amenajare au continuat în secolele următoare. De aceea, în prezent fostele râuri au fost incorporate în sisteme de desecare, care au modificat în măsură importantă rețeaua hidrografică naturală. În urma acestor modificări, cursul inferior regularizat al râului Beregsău sau chiar întreg cursul Beregsăului sunt denumite Bega Veche, deși nu constituie o veche albie a râului Bega înainte de canalizare.

## Hărți
- Harta județului Timiș